# Хюррем Султан (телесеріал)
«Хюррем Султан» (тур. Hürrem Sultan) — турецький історичний телесеріал 2003 року.

## Сюжет
Серіал оповідає про події з життя знаменитої Роксолани. В юному віці Олександра потрапляє в полон до кримських татар, які переправляють дівчину в столицю Османської імперії, Стамбул. Тут низка обставин приводить дівчину до гарему султана Сулеймана Пишного. За підтримки матері султана валіде Айше Хафси Султан, Олександра, яка отримала від султана ім'я «Хюррем», досягає небачених раніше висот. Однак, в гаремі у неї є впливова суперниця — колишня улюблениця султана Махідевран, яка, до того ж, є матір'ю старшого спадкоємця Мустафи. Один за іншим народжуються діти Хюррем, тим самим зміцнивши її владу в гаремі і серце султана. Але на шляху до влади доведеться багато чим пожертвувати. Позбувшись від головного супротивника її синів і втративши трьох своїх дітей, але так і не ставши валіде, Хюррем помирає в обіймах коханого султана.

## У ролях
Гюльбен Ерген … Хюррем Султан
Алі Сюрмелі … Сулейман I Пишний
Енгін Алтан Дюзятан … князь Баязид
Перім Амач … Хандан 
Хатідже Аслан … Махідевран Султан 
Айберк Атілла … Пірі Мехмед-паша
Ебру Айкач … Пейкер 
Халдун Бойсан … Фіруз Ага 
Мехмет Черезджоглу … Мімар Сінан
Озлем Чинар … Міхрімах Султан
Сінем Кобал … Айше
1. 1 2  Person Profile // Internet Movie Database — 1990.